# Roger Vonlanthen
Roger Vonlanthen (Lancy, 1930. december 5. – Onex, Genf kanton, 2020. július 7.) svájci labdarúgó-középpályás, edző.